# گروه دکتر پپر اسنپل
گروه دکتر پپر اسنپل (به انگلیسی: Dr Pepper Snapple Group) نام یک شرکت آمریکایی در زمینه تولید نوشیدنی‌های غیرالکلی است که در تگزاس در ایالات متحده آمریکا ایجاد شد. این شرکت در تاریخ ۵ می ۲۰۰۸ با جدا شدن از شرکت انگلیسی کدبوری شوئپس (به انگلیسی: Cadbury Schweppes) به وجود آمد و شرکت کدبوری شوئپس نیز به کدبری تغییر نام داد.
این شرکت نوشیدنی‌های مختلفی را تولید می‌کند که از میان آن‌ها می‌توان به سون‌آپ(در داخل آمریکا)، کانادا درای، کاکتوس کولر، دکتر پپر (در آمریکای شمالی)، اسنپل و شوئپس اشاره کرد.